# Fustérouau
Fustérouau är en kommun i departementet Gers i regionen Occitanien i sydvästra Frankrike. Kommunen ligger i kantonen Aignan som tillhör arrondissementet Mirande. År 2022 hade Fustérouau 130 invånare.

## Befolkningsutveckling
Antalet invånare i kommunen Fustérouau
Referens:INSEE